# Nokia C5
Le Nokia C5 est le premier smartphone de la nouvelle Série C de Nokia. Il a été commercialisé au second trimestre 2010 à 179 euros. Le Nokia C5 est un téléphone mobile orienté messagerie et réseau social. Il a un écran de 2,2 pouces et un appareil photo de 3,2 Mpx. Il inclut le logiciel de navigation Ovi maps. Il utilise Symbian S60 3e édition pack 2. Il est livré avec une carte microSD de 2 Go. L'autonomie annoncée est de 12 heures en communications vocales (GSM).
Il a ensuite été décliné dans une seconde version (C5-00.2 ou C5-00 5MP) dont la principale différence est d'incorporer un appareil photo de 5 Mpx et quelques fonctions supplémentaires. Il supporte une micro-SD de 32 Go contre 16 Go pour le premier modèle.

## Caractéristiques
- Système d'exploitation Symbian OS v9.3
- GSM/EDGE/3G/3G+
- 112 × 46 × 12,3 mm pour 89,3 grammes
- Écran de 2,2 pouces
- Mémoire : 50 Mo extensibles par carte mémoire MicroSD
- Appareil photo numérique de 3,2 mégapixels
- Double Flash DEL
- GPS
- Bluetooth 2.0
- DAS : ? W/kg.